# Interpretazione allegorica
L'interpretazione allegorica è il tipo di interpretazione letteraria basata sulla riflessione, e non sull'allegoria come potrebbe far intendere il nome. Una definizione dettagliata di essa ci è offerta da San Tommaso d'Aquino che afferma la differenza tra senso spirituale e senso letterale. Fu particolarmente in uso nel tardo medioevo e succedette all'interpretazione simbolica.